# 배다리도서관
배다리도서관은 경기도 평택시에 있는 도서관이다.

## 연혁
- 2018년 7월 31일 준공
- 2018년 10월 31일 개관